# Gran Premio de Japón de Motociclismo de 2007
El Gran Premio de Japón de Motociclismo de 2007 fue la decimoquinta prueba del Campeonato del Mundo de Motociclismo de 2007. Tuvo lugar en el fin de semana del 21 al 23 de septiembre de 2007 en el Twin Ring Motegi, situado en Motegi, Prefectura de Tochigi, Japón. La carrera de MotoGP fue ganada por Loris Capirossi, seguido de Randy de Puniet y Toni Elías. Mika Kallio ganó la prueba de 250cc, por delante de Andrea Dovizioso y Héctor Barberá. La carrera de 125cc fue ganada por Mattia Pasini, Gábor Talmácsi fue segundo y Héctor Faubel tercero.

## Resultados MotoGP

### Previa
En esta carrera Casey Stoner podía convertirse en campeón de la edición 2007. Rossi y Pedrosa eran los únicos que podían pararle. Pedrosa solo podía pararle si conseguía ganar las 4 carreras sin que Stoner puntúe nada de nada. Misión Imposible, mientras que Rossi tenía estas posibilidades:

#### Posibilidades de Rossi de parar a Stoner
- Si gana, el mundial sigue vivo (haga lo que haga Stoner)
- Si queda 2.º y Stoner 3.º o peor
- Si queda 3.º y Stoner 4.º o peor
- Si queda 4.º y Stoner 5.º o peor
- Si queda 5.º y Stoner 7.º o peor
- Si queda 6.º y Stoner 8.º o peor
- Si queda 7.º y Stoner 9.º o peor
- Si queda 8.º y Stoner 10.º o peor
- Si queda 9.º y Stoner 11.º o peor
- Si queda 10.º y Stoner 12.º o peor
- Si queda 11.º y Stoner 13.º o peor
- Si queda 12.º y Stoner 14.º o peor
- Si queda 13.º y Stoner 15.º o peor
- Si queda 14.º y Stoner fuera de los puntos

Al quedar Stoner por delante de Rossi. Casey Stoner se convierte en campeón.

### Carrera
| Pos.            | N.º | Piloto           | Constructor | Vueltas | Tiempo    | Parrilla | Pts. |
| --------------- | --- | ---------------- | ----------- | ------- | --------- | -------- | ---- |
| 1               | 65  | Loris Capirossi  | Ducati      | 24      | 47:05.484 | 8        | 25   |
| 2               | 14  | Randy de Puniet  | Kawasaki    | 24      | +10.853   | 4        | 20   |
| 3               | 24  | Toni Elías       | Honda       | 24      | +11.526   | 5        | 16   |
| 4               | 50  | Sylvain Guintoli | Yamaha      | 24      | +12.192   | 18       | 13   |
| 5               | 33  | Marco Melandri   | Honda       | 24      | +28.569   | 10       | 11   |
| 6               | 27  | Casey Stoner     | Ducati      | 24      | +31.179   | 9        | 10   |
| 7               | 13  | Anthony West     | Kawasaki    | 24      | +50.001   | 6        | 9    |
| 8               | 4   | Alex Barros      | Ducati      | 24      | +52.343   | 15       | 8    |
| 9               | 1   | Nicky Hayden     | Honda       | 24      | +53.629   | 3        | 7    |
| 10              | 21  | John Hopkins     | Suzuki      | 24      | +59.715   | 11       | 6    |
| 11              | 71  | Chris Vermeulen  | Suzuki      | 24      | +1:02.804 | 17       | 5    |
| 12              | 6   | Makoto Tamada    | Yamaha      | 24      | +1:09.313 | 16       | 4    |
| 13              | 46  | Valentino Rossi  | Yamaha      | 24      | +1:09.699 | 2        | 3    |
| 14              | 5   | Colin Edwards    | Yamaha      | 24      | +1:11.735 | 7        | 2    |
| 15              | 72  | Shinichi Itoh    | Ducati      | 24      | +1:12.290 | 20       | 1    |
| 16              | 56  | Shinya Nakano    | Honda       | 24      | +1:32.979 | 12       |      |
| 17              | 87  | Akira Yanagawa   | Kawasaki    | 23      | +1 vuelta | 19       |      |
| 18              | 7   | Carlos Checa     | Honda       | 23      | +1 vuelta | 14       |      |
| Ret             | 64  | Kousuke Akiyoshi | Suzuki      | 20      | Ret       | 13       |      |
| Ret             | 26  | Dani Pedrosa     | Honda       | 14      | Caída     | 1        |      |
| Ret             | 80  | Kurtis Roberts   | KR212V      | 1       | Ret       | 21       |      |
| Reporte Oficial |     |                  |             |         |           |          |      |

## Resultados 250cc
| Pos.            | N.º | Piloto              | Constructor | Vueltas | Tiempo    | Parrilla | Pts. |
| --------------- | --- | ------------------- | ----------- | ------- | --------- | -------- | ---- |
| 1               | 36  | Mika Kallio         | KTM         | 23      | 48:28.585 | 5        | 25   |
| 2               | 34  | Andrea Dovizioso    | Honda       | 23      | +4.893    | 2        | 20   |
| 3               | 80  | Héctor Barberá      | Aprilia     | 23      | +21.527   | 4        | 16   |
| 4               | 55  | Yuki Takahashi      | Honda       | 23      | +23.488   | 8        | 13   |
| 5               | 3   | Alex de Angelis     | Aprilia     | 23      | +25.378   | 9        | 11   |
| 6               | 60  | Julián Simón        | Honda       | 23      | +42.264   | 7        | 10   |
| 7               | 58  | Marco Simoncelli    | Gilera      | 23      | +48.782   | 12       | 9    |
| 8               | 4   | Hiroshi Aoyama      | KTM         | 23      | +57.782   | 6        | 8    |
| 9               | 73  | Shuhei Aoyama       | Honda       | 23      | +1:09.049 | 1        | 7    |
| 10              | 12  | Thomas Lüthi        | Aprilia     | 23      | +1:10.837 | 10       | 6    |
| 11              | 1   | Jorge Lorenzo       | Aprilia     | 23      | +1:13.035 | 3        | 5    |
| 12              | 76  | Seijin Oikawa       | Yamaha      | 23      | +1:26.371 | 28       | 4    |
| 13              | 16  | Jules Cluzel        | Aprilia     | 23      | +1:36.236 | 25       | 3    |
| 14              | 75  | Youichi Ui          | Yamaha      | 23      | +1:47.098 | 17       | 2    |
| 15              | 19  | Álvaro Bautista     | Aprilia     | 23      | +1:50.081 | 11       | 1    |
| 16              | 15  | Roberto Locatelli   | Gilera      | 23      | +1:58.741 | 13       |      |
| 17              | 41  | Aleix Espargaró     | Aprilia     | 23      | +2:06.782 | 22       |      |
| 18              | 10  | Imre Tóth           | Aprilia     | 23      | +2:10.415 | 23       |      |
| 19              | 50  | Eugene Laverty      | Honda       | 22      | +1 vuelta | 21       |      |
| 20              | 77  | Yuki Hamamoto       | Yamaha      | 22      | +1 vuelta | 26       |      |
| Ret             | 45  | Dan Linfoot         | Aprilia     | 19      | Caída     | 27       |      |
| Ret             | 32  | Fabrizio Lai        | Aprilia     | 17      | Ret       | 15       |      |
| Ret             | 20  | Takumi Takahashi    | Honda       | 3       | Ret       | 16       |      |
| Ret             | 8   | Ratthapark Wilairot | Honda       | 2       | Caída     | 14       |      |
| Ret             | 28  | Dirk Heidolf        | Aprilia     | 1       | Caída     | 20       |      |
| Ret             | 17  | Karel Abraham       | Aprilia     | 0       | Caída     | 19       |      |
| Ret             | 25  | Alex Baldolini      | Aprilia     | 0       | Caída     | 18       |      |
| Ret             | 7   | Efrén Vázquez       | Aprilia     | 0       | Caída     | 24       |      |
| Reporte Oficial |     |                     |             |         |           |          |      |

## Resultados 125cc
| Pos.            | N.º | Piloto             | Constructor | Vueltas | Tiempo     | Parrilla | Pts. |
| --------------- | --- | ------------------ | ----------- | ------- | ---------- | -------- | ---- |
| 1               | 75  | Mattia Pasini      | Aprilia     | 21      | 46:29.900  | 1        | 25   |
| 2               | 14  | Gábor Talmácsi     | Aprilia     | 21      | +2.985     | 3        | 20   |
| 3               | 55  | Héctor Faubel      | Aprilia     | 21      | +22.405    | 4        | 16   |
| 4               | 63  | Mike Di Meglio     | Honda       | 21      | +33.751    | 12       | 13   |
| 5               | 6   | Joan Olivé         | Aprilia     | 21      | +37.351    | 7        | 11   |
| 6               | 24  | Simone Corsi       | Aprilia     | 21      | +39.062    | 6        | 10   |
| 7               | 22  | Pablo Nieto        | Aprilia     | 21      | +44.488    | 20       | 9    |
| 8               | 33  | Sergio Gadea       | Aprilia     | 21      | +48.901    | 11       | 8    |
| 9               | 60  | Michael Ranseder   | Derbi       | 21      | +50.672    | 21       | 7    |
| 10              | 29  | Andrea Iannone     | Aprilia     | 21      | +56.674    | 19       | 6    |
| 11              | 77  | Dominique Aegerter | Aprilia     | 21      | +1:03.588  | 26       | 5    |
| 12              | 52  | Lukáš Pešek        | Derbi       | 21      | +1:10.334  | 8        | 4    |
| 13              | 99  | Danny Webb         | Honda       | 21      | +1:14.579  | 29       | 3    |
| 14              | 71  | Tomoyoshi Koyama   | KTM         | 21      | +1:19.549  | 2        | 2    |
| 15              | 17  | Stefan Bradl       | Aprilia     | 21      | +1:23.255  | 13       | 1    |
| 16              | 20  | Roberto Tamburini  | Aprilia     | 21      | +1:28.289  | 24       |      |
| 17              | 18  | Nicolás Terol      | Derbi       | 21      | +1:30.061  | 14       |      |
| 18              | 74  | Kazuma Watanabe    | Honda       | 21      | +1:30.554  | 32       |      |
| 19              | 34  | Randy Krummenacher | KTM         | 21      | +1:35.406  | 17       |      |
| 20              | 69  | Nayuta Mizuno      | Yamaha      | 21      | +1:42.793  | 36       |      |
| 21              | 7   | Alexis Masbou      | Honda       | 21      | +2:05.969  | 22       |      |
| 22              | 58  | Shoya Tomizawa     | Honda       | 17      | +4 vueltas | 30       |      |
| Ret             | 53  | Simone Grotzkyj    | Aprilia     | 20      | Caída      | 27       |      |
| Ret             | 44  | Pol Espargaró      | Aprilia     | 17      | Ret        | 16       |      |
| Ret             | 59  | Iori Namihira      | Honda       | 14      | Caída      | 31       |      |
| Ret             | 8   | Lorenzo Zanetti    | Aprilia     | 12      | Ret        | 18       |      |
| Ret             | 38  | Bradley Smith      | Honda       | 9       | Ret        | 5        |      |
| Ret             | 12  | Esteve Rabat       | Honda       | 9       | Caída      | 15       |      |
| Ret             | 27  | Stefano Bianco     | Aprilia     | 8       | Caída      | 23       |      |
| Ret             | 95  | Robert Mureșan     | Derbi       | 8       | Caída      | 28       |      |
| Ret             | 51  | Stevie Bonsey      | KTM         | 7       | Caída      | 25       |      |
| Ret             | 11  | Sandro Cortese     | Aprilia     | 7       | Ret        | 10       |      |
| Ret             | 15  | Federico Sandi     | Aprilia     | 6       | Ret        | 34       |      |
| Ret             | 35  | Raffaele De Rosa   | Aprilia     | 5       | Caída      | 9        |      |
| Ret             | 57  | Yuuichi Yanagisawa | Honda       | 5       | Caída      | 35       |      |
| Ret             | 13  | Dino Lombardi      | Honda       | 3       | Caída      | 33       |      |
| Reporte Oficial |     |                    |             |         |            |          |      |